# サラ・コラク
サラ・コラク（Sara Kolak、1995年6月22日 - ）は、やり投を専門とするクロアチアの陸上競技選手。ヴァラジュディン郡ルドブレグ出身、プリモリェ＝ゴルスキ・コタル郡リエカ在住。2016年リオデジャネイロオリンピックで金メダルを獲得した。
2016年までに4度クロアチア選手権を制覇し、世界ジュニア選手権では1度銅メダルを獲得している。

## 経歴
元はハンドボールをしていたが、陸上競技に転向した。2014年末に肩の手術を受け、15か月の競技離脱を余儀なくされた。手術から回復して間もない時期に臨んだ2016年リオデジャネイロオリンピックでは66m18の自己新記録で金メダルを獲得した。この記録は予選で自身のマークしたクロアチア記録を更新し、サンドラ・ペルコヴィッチに続く今大会陸上競技で2個目の金メダルをクロアチアにもたらした。女子やり投は2013年以降競技レベルが低迷し、突出した選手がいない中リオデジャネイロオリンピックを迎え、誰が金メダルを手にするか予想できない状況であったが、初出場のコラクは決勝進出程度の期待しかされていなかった。そのため金メダルの獲得は本人でさえも驚きの結果であった。

## 主要大会成績
| 年             | 大会                     | 会場                      | 結果           | 種目           | 補足           |
| クロアチア代表 | クロアチア代表           | クロアチア代表            | クロアチア代表 | クロアチア代表 | クロアチア代表 |
| -------------- | ------------------------ | ------------------------- | -------------- | -------------- | -------------- |
| 2012           | 世界ジュニア選手権       | スペイン バルセロナ       | 23位 （予選）  | やり投         | 48m15          |
| 2013           | ヨーロッパジュニア選手権 | イタリア リエーティ       | 3位            | やり投         | 57m79          |
| 2014           | 世界ジュニア選手権       | アメリカ合衆国 ユージーン | 3位            | やり投         | 55m74          |
| 2014           | ヨーロッパ選手権         | スイス チューリッヒ       | 21位 （予選）  | やり投         | 52m51          |
| 2016           | ヨーロッパ選手権         | オランダ アムステルダム   | 3位            | やり投         | 63m50          |
| 2016           | オリンピック             | ブラジル リオデジャネイロ | 1位            | やり投         | 66m18          |